# Památka roku
Památka roku je česká soutěž o cenu za nejlepší projekt a realizaci obnovy nemovité kulturní památky, budovy nebo souboru staveb, kterou od roku 2013 každoročně organizuje Sdružení historických sídel Čech, Moravy a Slezska ve spolupráci s Národním památkovým ústavem, na hodnocení prvního ročníku se podílel též Ústav územního rozvoje, v dalších ročnících Asociace krajů České republiky. 
Soutěž je dvoukolová (krajská kola a celostátní kolo), ceny jsou udělovány vždy ve dvou kategoriích: v 1. (malé, rekonstrukce do 2 milionů Kč) a ve 2. (velké, rekonstrukce nad 2 miliony Kč). Realizace obnovy objektu musí být dokončena v hodnoceném roce. Objekt nemusí být kulturní památkou podle zákona, ale musí mít významné památkové, architektonické nebo urbanistické hodnoty a být nositelem specifického charakteru prostředí. Cena sestává z trvalé pamětní desky a z finanční odměny vlastníkovi. V roce 2019 činila odměna v 1. kategorii 50 000 Kč, ve 2. kategorii 100 000 Kč, a dále vítězové krajských kol v každé kategorii po 5000 Kč. Ceny jsou obvykle udělovány koncem března následujícího roku. 

## Oceněné památky
| Poř. | Rok  | 1. kategorie (malá)                                                 | 1. kategorie (malá)                                      | 2. kategorie (velká)                                     | 2. kategorie (velká) |
| Poř. | Rok  | Památka                                                             | Fotografie                                               | Památka                                                  | Fotografie           |
| ---- | ---- | ------------------------------------------------------------------- | -------------------------------------------------------- | -------------------------------------------------------- | -------------------- |
| 1.   | 2013 | Filiální kostel sv. Kateřiny s ohradní zdí ve Štramberku            | Filiální kostel sv. Kateřiny s ohradní zdí ve Štramberku | Filiální kostel sv. Kateřiny s ohradní zdí ve Štramberku |                      |
| 2.   | 2014 | Schirdingerovský dům v Chebu                                        |                                                          | Hřbitovní kaple sv. Kříže ve Slavonicích                 |                      |
| 3.   | 2015 | Měšťánský dům ve Slavonicích                                        |                                                          | Komplex klášterů v Českém Krumlově                       |                      |
| 4.   | 2016 | Hrad Lukov                                                          |                                                          | Dačického dům v Kutné Hoře                               |                      |
| 5.   | 2017 | Kaple Ukřižování s křížovou cestou v Jiřetíně pod Jedlovou          |                                                          | Dřevěný krytý most v Bystré nad Jizerou                  |                      |
| 6.   | 2018 | Kaple sv. Markéty v Prachaticích                                    |                                                          | Chalupa č. p. 47. v Daňkovicích                          |                      |
| 7.   | 2019 | Křížová cesta v Mníšku pod Brdy                                     |                                                          | Solnice v Českých Budějovicích                           |                      |
| 8.   | 2020 | Bašta č. 8 u evangelického kostela v Čáslavi                        |                                                          | Most u Letohrádku Portz v Mikulově                       |                      |
| 9.   | 2021 | Pavilon bývalé střelnice Lázní Evženie v Klášterci nad Ohří         |                                                          | Městský dům, Truhlářská 8 v Praze                        |                      |
| 10.  | 2022 | Špychár v areálu usedlosti č. p. 6 Myšticích-Vahlovicích            |                                                          | Kumpánova zahrada ve Slaném                              |                      |
| 11.  | 2023 | Kaple Bolestné Matky Páně kostela Nanebevzetí Panny Marie v Jevíčku |                                                          | Jízdárna ve Světcích-Tachově                             |                      |
| 12.  | 2024 | Městský dům č. p. 31 v Příboře                                      |                                                          | Budova železniční stanice v Českých Budějovicích         |                      |